# Pekka Lehtinen
Pekka T. Lehtinen (ur. 1938) – fiński arachnolog.
Pekka otrzymał tytuł doktora w 1967. Pracował w Muzeum Zoologicznym przy Uniwersytecie w Turku do odejścia w 1999 na emeryturę. Specjalizował się w pająkach. W swoich publikacjach opisał około 100 nowych  rodzajów, drugie tyle gatunków, a także tworzył nowe rodziny i podrodziny. Ponadto interesował się także zaleszczotkami, niektórymi roztoczami, wijami i lądowymi równonogami. Odbył liczne ekspedycje badawcze, zwłaszcza do krajów tropikalnych. 
Jego uczniem jest Seppo Koponen.
Na jego cześć nazwano takie gatunki jak Ajmonia lehtineni, Colyttus lehtineni, Indophantes lehtineni, Lycosoides lehtineni i Styloctetor lehtineni.